# Местное самоуправление в Израиле
Местное самоуправление в Израиле (ивр. רשות מקומית בישראל‎) — наименьшая административно-территориальной единица самоуправления, используемая в Израиле.
По состоянию на 2022 год в Израиле насчитывается 257 местных органов власти: 80 из них муниципалитеты , 121 местный совет , 54 региональных совета и два местных промышленных совета.
Правовой основой структуры органов местного самоуправления Израиля является Муниципальный указ, принятый (в первоначальной форме) в 1934 году, и Указ о местных советах, принятый в 1941 году, но их деятельность также регулируют десятки других законов.

## Органы власти
Местные органы власти в Израиле делятся на четыре типа:
- Муниципалитет : местный орган власти города, число жителей которого обычно превышает 20 000 человек. Муниципалитет может также включать в себя несколько соседних населенных пунктов в рамках объединения органов местного самоуправления.
- Местный совет : орган местного самоуправления населенного пункта городского, сельского или общинного характера , численность населения которого составляет от 2 000 до 20 000 человек. В состав местного совета также может входить несколько населенных пунктов.
- Региональный совет : совет, объединяющий несколько сельских и общинных поселений в определенной географической зоне.
- Местный промышленный совет : муниципальный орган, осуществляющий управление межмуниципальной промышленной зоной .

Около 5% территории Израиля не связаны с какой-либо местной властью. Такая площадь называется невключённая территория.
Глава местного органа власти ( мэр , глава местного совета или глава регионального совета, в зависимости от характера местного органа власти) избирается на свою должность на демократических выборах , а члены совета органа власти избираются вместе с ним. Когда местный орган власти оказывается в очень тяжелом финансовом положении, которое снижает его способность функционировать, министр внутренних дел может распустить совет органа власти, снять с должности главу органа власти и назначить комитет, призванный управлять местным органом власти, пока тот не восстановится.
Муниципалитеты и местные советы в Израиле объединены в рамках «Центра местного самоуправления в Израиле», основанного в 1938 году. Региональные советы объединены отдельно, в «Центр региональных советов» .
Для непопадания под закона о налоге на добавленную стоимость, местные органы власти являются некоммерческими организациями.

## Обязанности и полномочия
Совет местного органа власти наделен полномочиями издавать подзаконные акты и постановления, регулирующие жизнь в местных областях, а также собирать налоги для финансирования деятельности власти. В дополнение к налогам, которые орган власти собирает непосредственно со своих жителей, он использует часть государственного бюджета, переданную ему через Министерство внутренних дел. Полномочия местных органов власти ограничены законами страны и подлежат надзору окружного комиссара Министерства внутренних дел.

## История
Структура местных органов власти в Государстве Израиль началась на основе существующей структуры в период действия Британского мандата. В конце 1970-х глав местных органов власти стали избирать на прямых выборах, что укрепило их позиции. В 1980-х годах центральное правительство начало проводить процедуры децентрализации по отношению к местным органам власти, что продолжилось в рамках плана экономической стабилизации 1985 года . Таким образом, налог на имущество, собираемый местными органами власти значительно увеличился, органы власти получили право также взимать с жителей и плату за воду. После этих изменений собственные доходы местных органов власти подскочили до 60-65% по сравнению с 34,5% в начале 1980-х годов. Однако в 1990-х годах Кнессет ввел контроль над ставками налога на имущество, и уровень собственных доходов местных органов власти упал примерно до 40%.